# 송스보-솜브발역
송스보-솜브발역(프랑스어: Gare de Sonceboz-Sombeval)은 스위스 베른주의 송스보-솜브발 지자체에 있는 기차역이다. 이 역은 스위스 연방 철도의 표준궤 빌/비엔-라쇼드퐁선 및 송스보-솜브발-무티선의 교차점에 위치해 있다.

## 운행편
다음 서비스는 송스보-솜브발에서 정차한다.
- 레기오익스프레스 : 라쇼드퐁과 빌/비엔 사이에 매시간 운행
- 레기오 :
  - 라쇼드퐁 또는 무티와 빌/비엔 사이에 매시간 운행
  - 주중에는 무티 또는 말레라-베빌라(Malleray-Bévilard)까지 매시간 운행.